# Esquel
Esquel è una cittadina dell'Argentina situata nella parte nord-occidentale della provincia del Provincia di Chubut, in Patagonia. È il capoluogo del dipartimento Futaleufú. Il nome della città deriva da un termine chonk o tzonek che significa "spina" e si riferisce alle che significa cardo o cardaia nome dato per le caratteristiche della flora locale, composta per coirón, neneo, calafato ed altri arbusti spinosi, sebbene nell'ambiente predominano i foraggi verdi e teneri come il parco di Fagaceae ed i boschi freddi ed umidi nei quali predominano le conifere e caducifolie della selva fredda valdiviense.

## Storia
La fondazione della città risale all'arrivo di immigrati gallesi nel Chubut, nel 1865. L'insediamento fu creato il 25 febbraio del 1906, come espansione della Colonia 16 de Octubre, nota attualmente come Trevelin.
La città, centro principale della zona, è situata sulle rive del torrente Esquel ed è circondata dai monti La Zeta, La Cruz, Cerro 21 e La Hoya. Quest'ultima è una nota stazione sciistica, con neve di buona qualità fino a primavera inoltrata. Il Parco nazionale Los Alerces si trova 40 km a sud-ovest della città.
Un'altra importante attrazione turistica è il treno a scartamento ridotto (75 cm fra una rotaia e l'altra), chiamato dai locali La Trochita, e in inglese "The Old Patagonian Express", dall'omonimo libro di Paul Theroux. Si tratta dell'unico treno a scartamento ridotto ancora in funzione su lunghe distanze e la ferrovia più meridionale del mondo. Fino al 1993, il treno raggiungeva Ingeniero Jacobacci, nella provincia di Río Negro, da cui partivano altri treni per Viedma, e da lì per Buenos Aires: tale sistema costituiva la ferrovia General Roca.

## Il meteorite Esquel
Nel 1951 un contadino riportò alla luce un meteorite in una località nei dintorni della città. Il meteorite fu comprato e portato negli Stati Uniti nel 1992 dallo studioso Robert Haag. Tagliato e lucidato, il meteorite mostra magnifici cristalli di olivina di colore giallognolo. Noto come il Esquel, è una pallasite dal peso totale conosciuto di circa 755 kg.

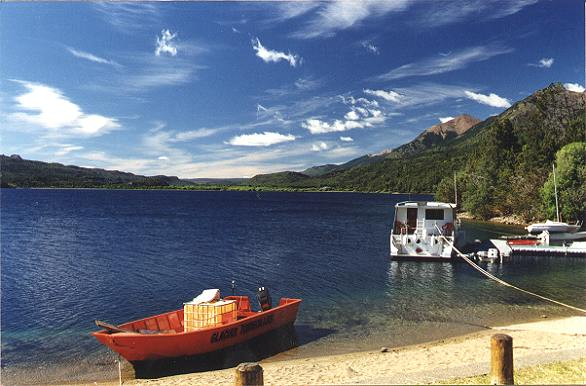
Veduta del lago nei pressi di Esquel.